# Daniel Goldin

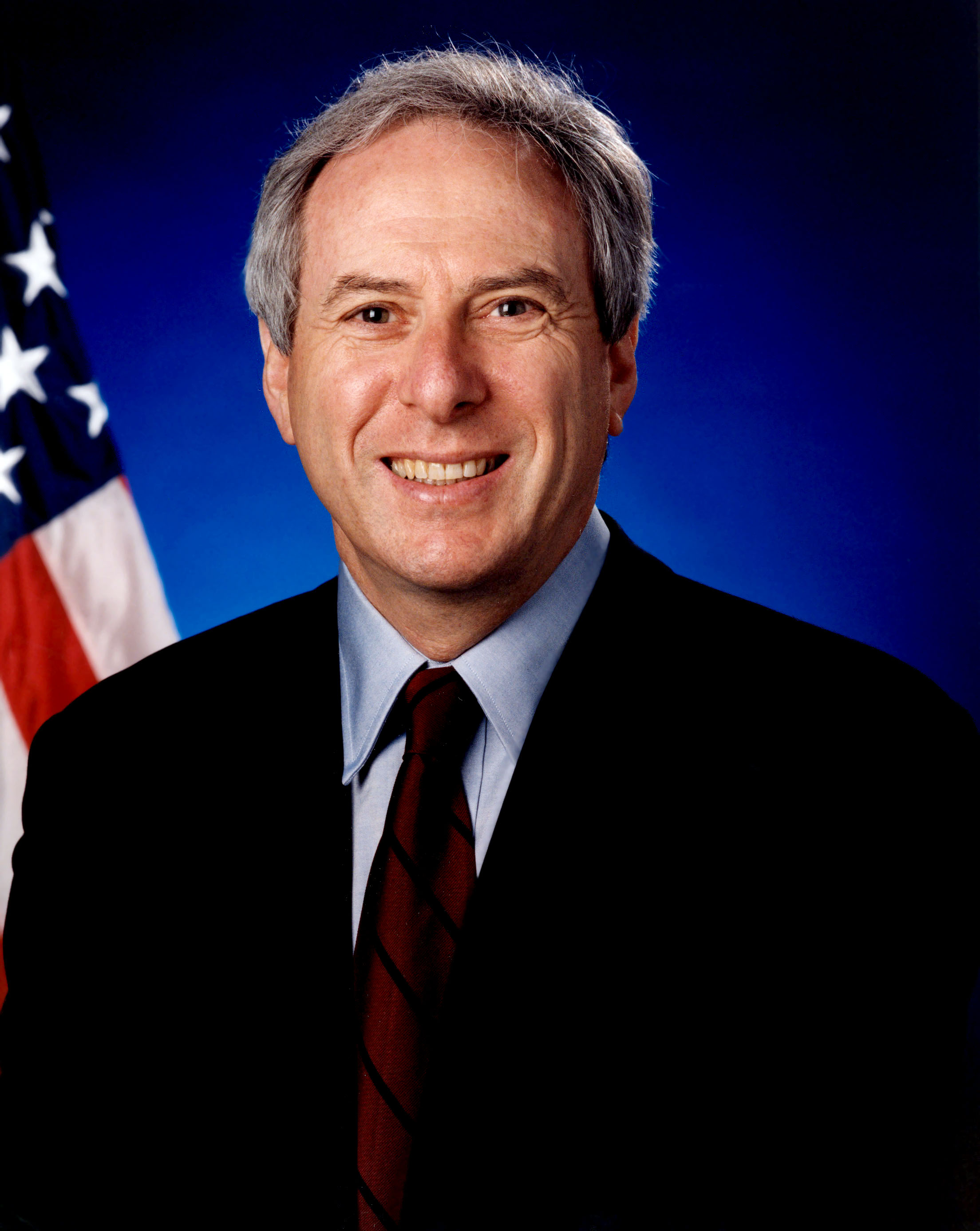
Daniel Goldin

Daniel Saul Goldin (n. 23 iulie 1940) a fost al nouălea și cel mai longeviv șef/administrator al NASA din 1 aprilie 1992 până la 17 noiembrie 2001. El a fost numit de către președintele SUA George H. W. Bush și, de asemenea, a servit în timpul președinților William Jefferson Clinton și George W. Bush.